# António da Cunha Telles
Pour les articles homonymes, voir Telles.
António da Cunha Telles, né à Funchal (Madère) le 26 février 1936 et mort le 23 novembre 2022 à Lisbonne (Portugal), est un réalisateur et producteur portugais, emblématique du Novo Cinema.

## Distinctions
António da Cunha Telles a reçu un prix Sophia d'honneur en 2012.

## Filmographie

### Producteur
- 1963 : Les Vertes Années (Os Verdes Anos) de Paulo Rocha
- 1964 : La Peau douce de François Truffaut
- 1964 : Belarmino de Fernando Lopes
- 1966 : Domingo à Tarde d'António de Macedo
- 1966 : Changer de vie (Mudar de Vida) de Paulo Rocha
- 1987 : Ballade de la plage aux chiens (Balada da Praia dos Cães) de José Fonseca e Costa

### Réalisateur
- 1962 : Os Transportes
- 1970 : O Cerco
- 1974 : Meus Amigos
- 1975 : As Armas e o Povo (pt)
- 1976 : Continuar a Viver (pt) (documentaire)
- 1984 : Vidas
- 1995 : La Dérive (Pandora)
- 2004 : Kiss Me (pt)